# Liste des monuments historiques du Calvados
Cet article recense les monuments historiques du Calvados, en France.
Les communes suivantes disposent de listes dédiées :
- Caen : liste des monuments historiques de Caen
- Bayeux : liste des monuments historiques de Bayeux
- Falaise : liste des monuments historiques de Falaise
- Honfleur : liste des monuments historiques de Honfleur
- Lisieux : liste des monuments historiques de Lisieux
- Pont-l'Évêque : liste des monuments historiques de Pont-l'Évêque (Calvados)

## Statistiques
Au 21 juillet 2025, le Calvados compte 974 édifices comportant au moins une protection au titre des monuments historiques, dont 320 sont classés et 716 sont inscrits. Le total des monuments classés et inscrits est supérieur au nombre total de monuments protégés car plusieurs d'entre eux sont à la fois classés et inscrits.
Le Calvados est le troisième département français en nombre de monuments protégés, après Paris (1 865 protections) et la Gironde (1 086)[réf. nécessaire].
Six monuments sont situés à cheval sur au moins deux communes :
- Abbaye Notre-Dame (Barbery et Bretteville-sur-Laize)
- Château de Beuzeval (Gonneville-sur-Mer et Houlgate)
- Château de Fervaques (Cheffreville-Tonnencourt et Fervaques)
- Château de Manneville (Creully, Lantheuil et Saint-Gabriel-Brécy)
- Pont de Juvigny sur la Seulles (Juvigny-sur-Seulles et Tilly-sur-Seulles)
- Pont de Sully  (Castillon et Vaubadon)

Le graphique suivant résume le nombre de protections par décennies (ou par année avant 1870) :

## Listes
Pour des raisons de taille, la liste est découpée soit par arrondissements, soit par ordre alphabétique.

### Par arrondissements
- arrondissement de Bayeux, Nord-Ouest du département
- arrondissement de Caen, centre du département
- arrondissement de Lisieux, Est du département
- arrondissement de Vire, Sud-Ouest du département

### Par ordre alphabétique
- Liste des monuments historiques du Calvados (A-F)
- Liste des monuments historiques du Calvados (G-O)
- Liste des monuments historiques du Calvados (P-Z)